# Accord d'association entre le Maroc et l'Union européenne
L'accord de libre-échange entre le Maroc et l'Union européenne est un accord d'association, signé le 26 février 1996 et mis en application 1er mars 2000. L'accord porte sur l'élimination progressive des droits de douane sur les produits industriels entre les deux régions de manière progressives sur environ une décennie.

## Histoire
Un premier accord commercial est signé entre les deux régions en 1969
En décembre 2010, un accord sur les produits agricoles et les produits de la pêche est signé.
En 2013, les négociations pour un accord de libre-échange complet et approfondi démarrent.
En décembre 2015, le tribunal de l'Union européenne annule l'accord sur les produits agricoles à la suite d'une plainte du Front Polisario concernant le Sahara Occidental. Ce jugement est annulé à son tour en décembre 2016 par la Cour de justice de l'Union européenne, qui juge que l'accord de libre-échange ne serait pas applicable sur le territoire du Sahara Occidental,. 
En octobre 2024, la Cour de justice de l’Union européenne annule l'accord sur les produits agricoles venant du Sahara Occidental, à la suite d'une plainte du Front Polisario, cette décision a lieu en même temps qu'une décision similaire sur les produits issus de la pêche, après la demande d'appel de la Commission européenne et du Conseil européen,.